# Masoud Moradi

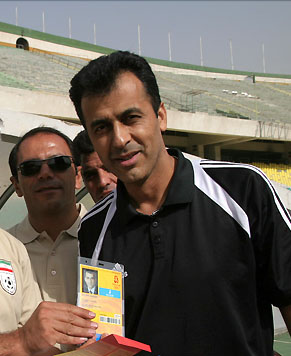
Masoud Moradi

Masoud Moradi Hasanali (persisch مسعود مرادی; * 22. August 1965 in Rudsar, Verwaltungsbezirk Rudsar) ist ein ehemaliger iranischer Fußballschiedsrichter.
Ab 1998 leitete Moradi über 150 Spiele in der iranischen Persian Gulf Pro League.
Von 2000 bis 2010 stand er auf der Liste der FIFA-Schiedsrichter und leitete internationale Fußballpartien.
Beim olympischen Fußballturnier 2008 in Peking leitete Moradi ein Gruppenspiel und ein Viertelfinale.
Zudem war er beim Konföderationen-Pokal 2003 in Frankreich, bei der Asienmeisterschaft 2004 in China und bei der Asienmeisterschaft 2007 im Einsatz.